# 520 (číslo)
Pět set dvacet je přirozené číslo. Následuje po čísle pět set devatenáct a předchází číslu pět set dvacet jedna. Římskými číslicemi se zapisuje DXX a řeckými číslicemi φκ.

## Matematika
520 je:
- Abundantní číslo
- Složené číslo
- Nešťastné číslo

## Astronomie
- (520) Franziska je planetka hlavního pásu, kterou objevili v roce 1903 Max Wolf a Paul Götz

## Roky
- 520
- 520 př. n. l.